# Pseudochirulus larvatus
Pseudochirulus larvatus é uma espécie de marsupial da família Pseudocheiridae. Endêmica de Papua-Nova Guiné.